# Potiretama
Potiretama é um município brasileiro do estado do Ceará. Localizado na Mesorregião do Jaguaribe, Microrregião da Serra do Pereiro.

## Toponímia
A palavra potiretama tem origem tupi e significa "lugar dos camarões". De poti: camarão; e retama: a terra natal, a pátria. Outra versão interpreta o vocábulo como "região ds flores". De potyra: flor; e etama: lugar, região, pátria.

## História
O município de Potiretama não passava de uma mata virgem povoada por indígenas de origem desconhecida, quando no início do século XIX dois irmãos chegaram a região vindos de Pernambuco, dando origem a família Campelo que deu início a criação de gado bovino. A partir daí foram erguendo-se casas de fazenda tendo em vista que a zona era propicia a criação de gado. Com o passar dos anos o pequeno vilarejo foi progredindo seguindo do marco natural da conquista do povoamento dos sertões e passou a se chamar Vila de Nazaré.
A primeira professora municipal a lecionar no município foi Alesinha Ayres, seguida de Raimundo Batista de Melo, o primeiro professor particular, mas só no ano de 1945 foi construída a primeira escola que recebeu o nome de André Campelo que teve como sua primeira Professora Damiana Deusa Campelo.
Por se tratar de uma região tão bela repleta de lindos jardins o qual permaneciam verdes por todo o ano em 1950 o povoado passou a se chamar Bom Jardim. Nessa época ouve a elevação da população do povoado criando a necessidade de água para o abastecimento do lugarejo e foi daí se início a obra do açude Bom jardim conhecido hoje como açude Grande.
O pequeno Bom Jardim foi crescendo aos poucos e elevada a categoria de vila e no ano de 1962 sua denominação mudava de Bom Jardim para Vila Potiretama, nome de origem indígena que quer dizer POTY: Flor Bonita; RETAMA: Pátria, Região, lugar.
Por 68 anos a comunidade Potiretama foi subordina a Iracema até que no ano de 1985 deu se início ao movimento de libertação, liderados pelos cidadãos Valmir Diógenes, Sebastião Gomes de Menezes, Antônio Saraiva Guerra, Antônio Augusto da Silva, Elias Sousa Freitas, Maria Nívia Campelo, Maria Rita Magalhães de Almeida e Iolanda Campelo Bessa. No dia 15 de maio de 1987 Potiretama foi emancipado pela Lei estadual 11.317 e passou a categoria de município com um território se desmembrado de Iracema, o município passou a ter uma área total 493 quilômetros quadrados e com distância de 275 km da capital do estado, banhado em maior parte pelo Rio Figueiredo.
Baseados nos dados adquiridos Constatam que Potiretama se encontra em constante desenvolvimento aonde a cada vai ganhando seu espaço significativo na sociedade cearense, mesmo se tratando de um pequeno município. Nos dias atuais a cidade já dispõe de áreas de esporte e lazer e de uma boa educação. Sua economia é praticamente baseada no cultivo de caju onde poderia ter uma grande melhoria se houvesse a criação de uma fabrica para melhor aproveitamento dessa riqueza natural e para o aumento de renda com geração de novos empregos e com isso alcançar a cada dia o pregresso sonhado por todos.
Potiretama terra de povo humilde e acolhedor, onde todos devem orgulhar- se de fazer parte da história dessa terra e de seu crescimento.
Principais manifestações culturais: Destaca-se a festa da padroeira da sede e de alguns padroeiras locais(comunidades) e as festas juninas principalmente o Arraiá da Fantasia da comunidade de Barros que já é apresentado há pelo menos dez anos, manifestação essa que conta com ajuda das pessoas da própria comunidade. Colocando em destaque a participação dos jovens da mesma que unidos fazem uma bela apresentação de quadrilha matuta.

## Economia
A economia é a Pecuária, Agricultura, Comércio e Serviços Municipal.

## População
Sua população estimada 2010 em 6126 habitantes.
Densidade Demográfica (hab/km²):15,14

## Divisão administrativa
Atualmente o município é constituído de dois distritos:
- Potiretama (sede)
- Canindezinho

## Principais comunidades e localidades
Potiretama (sede), Caatingueirinha, Canindezinho, Baixinha, Baracha, Barros Vermenho, Caatinga Grande, Lapa, Trapiar.

## Sociedade Civil Organizada
Luta Pela Reforma Agrária
Em Potiretam existe muitos latifúndios possibilitando assim a luta pela Reforma Agrária onde existe a atuação do Movimento dos Sem Terra - Movimento dos Trabalhadores Rurais Sem Terra.
Assentamentos já instalados:
- Assentamento Oziel Alves - MST
- Assentamento Riacho Seco
- Assentamento São Caitano
- Assentamento Pilar (Boa Esperança)

Movimento Sindical
Existem um movimento sindical organizado e atuante dois Sindicatos ambos filiados a Central Única dos Trabalhadores.
Os quais são:
- Sindicato dos Trabalhadores e Trabalhadoras Rurais de Potiretama - STTR
- Sindicato dos Servidores Públicos Municipais de Potiretama

Movimento dos Atingidos Por Barragem
Com a construção da Barragem do Rio Figueiredo, a qual vai inundar várias comunidades e assentamentos provocou uma nova luta, as dos atingidos por Barragem que conta com o apoio do Movimento dos Atingidos por Barragens.
Algumas comunidades atingidas pela barragem do Rio Figueiredo:
- Lapa
- Assentamento Oziel Alves - MST
- Assentamento Pilar (Boa Esperança)
- Sítio Angico
- Sítio Santa Lucia
- Sítio Juazeiro

Grupos
- Grupo de Jovens Transformadores e Solidários - GJTS.
- Feira da Agricultura Familiar e Economia Popular Solidária - EPS

O território Jaguaribano é espaço onde se enfrentam visões de mundo diversas, com explicitas diferenças na perspectiva da sustentabilidade política, econômica e socioambiental. O contexto político, econômico e social é desigual nesse território marcado por conflitos entre o modelo desenvolvimentista imposto na região e o modelo experienciado pelos grupos/comunidade baseado em desenvolvimento solidário e sustentável.

## História política de Potiretama
No início do século XIX os irmãos Campelo vindo do estado de Pernambuco fundam o primeiro núcleo de habitacional de Potiretama, o qual anos depois tornou-se a 'Vila de Nazaré, que em 1950 é elevado a categoria de distrito com o nome de Bom Jardim, subordinado ao Município de Iracema, no ano de 1985 inicia -se o movimento emancipacionista, liderados pelos cidadãos: Valmir Diógenes, Sebastião Gomes de Menezes, Antônio Saraiva Guerra, Antônio Augusto da Silva, Elias Sousa Freitas, Maria Nívia Campelo, Maria Rita Magalhães de Almeida e Iolanda Campelo Bessa. No dia 15 de maio de 1987 o distrito de Bom Jardim é emancipado pela Lei estadual número 11.317, passando a chamar-se Potiretama, correspondendo a uma área territorial de 493 km² e com distância de 275 km da capital do estado do Ceará.
Prefeitos eleitos em Potiretama foram:
- 1988-1992 - Valmir Diógenes Pinheiro - PFL/PMB
- 1993-1996 - Maria Rita Magalhães de Almeida - PSDB
- 1997-2000 - Valmir Diogenes Pinheiro - PSD (Falecido)
- 1997-2000- Maria Lioza da Silva - PSD ( Vice que assumiu, após a morte do Prefeito Valmir Diogenes Pinheiro)
- 2001-2004 - Maria Oneide Paiva Diógenes - PSD
- 2005-2008 - Jaymirton Diogenes Cavalcante - PT
- 2009-2012 - Francisco Adelmo Nogueira de Aquino - PRB
- 2013-2016 - Francisco Adelmo Nogueira de Aquino - PRB
- 2017-2020 - José Eudes Da Silva - PSD